# ارباب آسیا

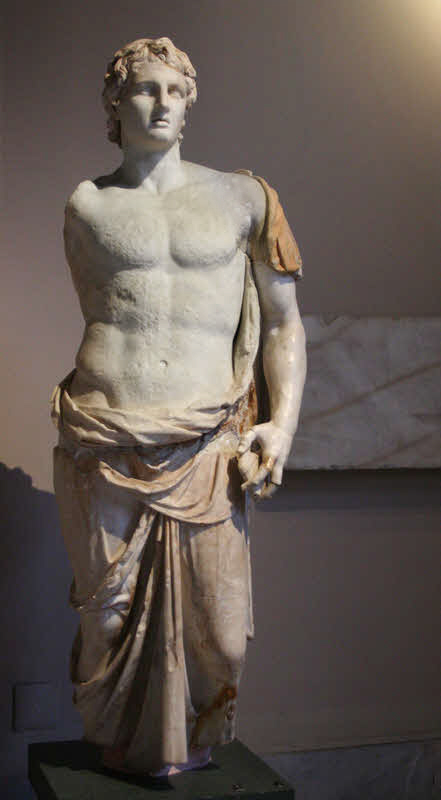
نیم‌تنه اسکندر در موزه باستان‌شناسی استانبول.

ارباب آسیا (به یونانی: Κύριος της Ασίας) عنوانی بود که اسکندر بزرگ پس از پیروزی در نبرد گوگمل در سال ۳۳۱ پیش از میلاد برای خود برگزید. 
پس از مرگ ناگهانی اسکندر در سال ۳۲۳ پیش از میلاد در بابل، جانشینان او از جمله دودمان‌های:بطالسه، سلوکیان، و آنتیگونیان به این لقب مفتخر گشتند، اگرچه هیچ‌کدامشان دارای اقتدار و قدرت حقیقی‌ در آسیا یا هر قسمت دیگری از امپراتوری هلنیستی اسکندر نبودند؛ بلکه قدرت واقعی به دست نواب سلطنت یا ساتراپ های ایرانی افتاده بود. در نتیجه با تقسیم امپراتوری اسکندر و ظهور دیادوخوی، لقب «ارباب آسیا» بی‌تکلیف ماند.